# Nørresundbygrenen
Nørresundbygrenen er en ca. 500 meter lang motorvejsindføring umiddelbart nord for Limfjordstunnelen og indtil Nørresundby.
Nørresundbygrenen fungerer som en motorvejs til- og frakørsel (frakørsel 22 Nørresundby C) for den nordgående trafik på Nordjyske Motorvej (E45) og indtil Nørresundbys midtby. Nørresundbygrenen udmunder i krydset Østergade-Hjørringvej.
I folkemunde kaldes Nørresundbygrenen for "borgmestersvinget".